# Машина Кокса-Цукера
Машина Кокса-Цукера (англ. Cox–Zucker machine) — это алгоритм, созданный Дэвидом А. Коксом и Стивеном Цукером. Этот алгоритм определяет, обеспечивает ли данный набор сечений базис (с точностью до кручения) для группы Морделла-Вейля эллиптической поверхности E → S, где S изоморфна проективной прямой.
Алгоритм был впервые опубликован в 1979 году в статье Кокса и Цукера «Количество пересечений сечений эллиптических поверхностей» и в 1984 году был назван Чарльзом Шварцем «машиной Кокса-Цукера». Оригинальное название омофонично непристойности, и это был преднамеренный шаг Кокса и Цукера. Им пришла в голову идея совместного написания статьи, когда они были аспирантами в Принстоне, с явной целью сделать возможным эту шутку, шутку, которую они повторили уже как профессора Рутгерского университета пятью годами позже. Как рассказал Кокс в мемориальной статье, посвящённой Цукеру, в «Извещениях Американского математического общества» в 2021 году:

Через несколько недель после нашей встречи мы поняли, что должны написать совместную статью, потому что комбинация наших фамилий в обычном алфавитном порядке удивительно непристойна.Оригинальный текст (англ.)A few weeks after we met, we realized that we had to write a joint paper because the combination of our last names, in the usual alphabetical order, is remarkably obscene.